# Новокиївка (Самарська область)
Новокиївка (рос. Новокиевка) — присілок в Безенчуцькому районі Самарської області Російської Федерації.
Населення становить 15 осіб. Входить до складу муніципального утворення сільське поселення Купине.

## Історія
Населений пункт розташований у межах українського етнічного та культурного краю Жовтий Клин.
Від 2005 року входило до складу муніципального утворення сільське поселення Купине.

## Населення
| 2010 | 2012 | 2013 | 2014 | 2015 | 2016 |
| ---- | ---- | ---- | ---- | ---- | ---- |
| 16   | ↘15  | ↘14  | ↗16  | ↗22  | ↘15  |